# Barbi Benton
Barbi Benton, nome artístico de Barbara Lynn Klein (Nova Iorque, 28 de janeiro de 1950) é uma modelo, cantora e atriz americana.
Barbi foi destaque na capa da Playboy várias vezes (inicialmente creditada como Barbi Klein), em março de 1970, dezembro de 1973, janeiro de 1975, e em dezembro de 1985.
Benton é conhecida por participar da série Hee Haw. Ela deixou o programa depois de quatro temporadas para se concentrar em uma carreira mais voltada para Hollywood.
Seu disco "Brass Buckles" (1975) foi um sucesso, chegando ao top-cinco na Billboard's no país. Benton gravou oito álbuns, além de ter composto canções e tocado piano. Uma de suas canções mais conhecidas foi "Is not That Just the Way" (1976) - um hit número um na Suécia por 5 semanas.